# Lozang Paldän Ješe
Lozang Paldän Ješe (1738–1780) byl šestý tibetský pančhenlama. Byl starší bratr 10. šamarpy, jiné linie tulkuů. Napsal mnoho děl o buddhismu, díky kterým se proslavil. Zemřel v Pekingu na neštovice.
| Linie pančhenlamů       | Linie pančhenlamů            | Linie pančhenlamů      |
| ----------------------- | ---------------------------- | ---------------------- |
| Předchůdce: Lozang Ješe | 1738–1780 Lozang Paldän Ješe | Nástupce: Lozang Tänpä |